# Jagdfliegerschule Schleißheim
Die Jagdfliegerschule Schleißheim war eine Ausbildungseinrichtung der deutschen Luftwaffe in Schleißheim im Norden von München, die am 10. Oktober 1933 offiziell eröffnet wurde. Sie spielte eine bedeutende Rolle bei der Ausbildung von Jagdfliegern, insbesondere während der Zeit des Nationalsozialismus und im Vorfeld des Zweiten Weltkriegs.

## Geschichte
Die Errichtung der Jagdfliegerschule auf dem Flugplatz Schleißheim fiel in die Zeit der Aufrüstung der Wehrmacht. Mit der geheimen Wiederbewaffnung unter Umgehung des Versailler Vertrags bereitete das NS-Regime die Luftwaffe auf ihre künftige Rolle in Hitlers Expansionsplänen vor. Der Flugplatz Schleißheim war ursprünglich bereits im Ersten Weltkrieg als militärischer Stützpunkt genutzt worden. Er wurde in den 1930er Jahren erheblich erweitert und modernisiert, um den Anforderungen der neu gegründeten Jagdfliegerschule gerecht zu werden.
An der Jagdfliegerschule lernten junge Piloten die Bedienung von Jagdflugzeugen, unter anderem der Messerschmitt Bf 109, die später zum Standardjäger der Luftwaffe wurde, sowie der Heinkel He 51. Neben der reinen Flugausbildung erhielten die Piloten auch taktische Schulungen sowie theoretische Kenntnisse in Luftkampftaktiken, Flugzeugtechnik und Navigation.

## Bekannte Absolventen
Die Jagdfliegerschule Schleißheim bildete zahlreiche der bekanntesten Jagdflieger des Zweiten Weltkriegs aus. Viele von ihnen wurden zu sogenannten „Fliegerassen“, also Piloten, die eine besonders hohe Zahl von Luftsiegen erringen konnten. Einige der bedeutendsten Absolventen waren:
- Franz Eckerle (1912–1942), deutscher Kunstflieger
- Adolf Galland: Stieg später zu einem hochrangigen General der Jagdflieger auf. Galland erzielte 104 Luftsiege und spielte eine entscheidende Rolle in der Luftverteidigung des Deutschen Reiches.
- Werner Mölders: Einer der erfolgreichsten deutschen Jagdflieger des Zweiten Weltkriegs, der 101 Luftsiege hatte.
- Max-Josef Ibel (1896–1981), von 1957 bis 1961 Brigadegeneral der Luftwaffe der Bundeswehr, Kommandeur der 1. Luftverteidigungs-Division
- Josef „Pips“ Priller: Bekannt wurde er durch einen Einsatz bei der Landung der Alliierten in der Normandie am D-Day. Mit 101 bestätigten Luftsiegen gehörte auch er zu den erfolgreichsten Fliegern der Luftwaffe.

## Schließung und Nachwirkung
Mit dem Fortschreiten des Zweiten Weltkriegs und der zunehmenden Notwendigkeit, mehr Piloten in kürzerer Zeit auszubilden, wurde die Ausbildung in Schleißheim immer intensiver. Gegen Ende des Krieges wurde der Flugplatz Schleißheim wie viele andere militärische Einrichtungen auch Ziel alliierter Bombenangriffe. Nach dem Krieg wurde die Schule geschlossen, und der Flugplatz wurde zeitweise von den amerikanischen Besatzungstruppen genutzt.
Heute ist der historische Flugplatz Schleißheim als Sonderflughafen für den allgemeinen Luftverkehr in Betrieb. Vor Ort gibt es die Flugwerft Schleißheim als Außenstelle des Deutschen Museums, das an die lange militärische Geschichte des Ortes erinnert, darunter auch an die Zeit der Jagdfliegerschule.